# Gitanagar
Gitanagar (nep. गीतानगर) – gaun wikas samiti w środkowej części Nepalu w strefie Narajani w dystrykcie Chitwan. Według nepalskiego spisu powszechnego z 2001 roku liczył on 2550 gospodarstw domowych i 12106 mieszkańców (6218 kobiet i 5888 mężczyzn).